# Ezlynn Deraniyagala
Ezlynn Deraniyagala, född 1908, död 1973, var en lankesisk feminist och advokat. Hon var sitt lands första kvinnliga advokat. 
Hon var ordförande för International Alliance of Women 1958–1964. 